# Бергемар, Бернард
Бернард Бергемар (нем. Bernd Bergmair; родился в 1968 году в Ансфельдене, Верхняя Австрия, Австрийская республика), также Бернд Бергмайр — австро-британский инвестор. Он является одним из мажоритарных владельцев частной компании MindGeek, люксембургского конгломерата, стоящего за популярными порносайтами, такими как Pornhub. Хотя он не упоминается в корпоративных документах компании, в отчёте Financial Times говорится, что Бергемар является крупнейшим бенефициаром MindGeek благодаря «сложной сети дочерних компаний», в которой ему принадлежит большой процент акций.

## Ранняя жизнь
Он вырос как сын фермеров в Ансфельдене, посещал гимназию в Линце и перевелся в сельскохозяйственный колледж Святого Флориана. Затем он учился в Университете Линца, который окончил в 1992 году с диссертацией на тему, связанную с корпоративными приобретениями: Оценка корпораций и стратегий финансирования в связи со слияниями и поглощениями, LBO и MBO. Он работал в Goldman Sachs в Нью-Йорке, а затем во Франкфурте-на-Майне, Гонконге и Лондоне. В 2006 году он стал владельцем порносайта RedTube, а в 2013 году продал сайт компании Manwin, ныне известной как Mindgeek.

## MindGeek
В декабре 2020 года Financial Times опубликовала отчет о собственности MindGeek, в котором сообщалось, что Бергмайр или «Бернард Бергемар», как он использовал в судебных документах, был мажоритарным владельцем компании. Отчет Financial Times вызвал парламентское расследование практики Pornhub в Канаде, в ходе которого директора MindGeek и миноритарные владельцы Дэвид Тассильо и Ферас Антун назвали «Бернарда Бергемара» основным владельцем. Он владел более чем половиной акций, но был пассивным инвестором и не участвовал в повседневном бизнесе. Британская исследовательская платформа Tortoise Media и австрийский журнал Dossier сотрудничали в расследовании.
Записи компании показали, что Бергемар жил в Китае, но было установлено, что на самом деле он жил в особняке в Лондоне после расследования, проведенного Tortoise Media. Вскоре после этого его бразильская жена Присцилла Бергмайр заявила «Санди таймс», что хочет, чтобы ее муж разорвал связи с компанией.